# Комуністична партія Білорусі
Комуністична партія Білорусі (абревіатура — КПБ; біл. Камуністычная партыя Беларусі) — ліва неокомуністична політична партія в Республіці Білорусь. Партія була утворена в 1996 році в результаті розколу в Білоруській Партії комуністів, який стався в результаті діаметрально протилежної різниці поглядів на політику, яку проводив президент Олександр Лукашенко. Після цього партія стала офіційним правонаступником комуністичної партії Білорусі, яка існувала з 1918 по 1991 рік.
КПБ підтримує політику президента Республіки Білорусь Олександра Лукашенка і є найбільшою комуністичною організацією в країні, а також є найбільшою партією в обох палатах парламенту.
Партія заснована 2 листопада 1996 року Віктором Чікіним, він же став першим лідером партії (генеральним секретарем) і знаходився на цій посаді до 2 листопада 2001 року. З 14 травня 2017 року лідером партії є Олексій Сокол.

## Історія

### Передумови
Комуністична партія Білорусії вела діяльність в Білоруської РСР з 1918 по 1991 рік і була невіднятною частиною Комуністичної партії Радянського Союзу. З 1918 по 1952 рік вона називалася Комуністична партія більшовиків Білорусії (КП(б)Б).
Фактично партія припинила своє існування в серпні 1991 року після набуття незалежності Білоруссю і прийняття Верховною Радою Республіки Білорусь Постанови «Про заборону діяльності КПБ-КПРС на території Республіки Білорусь»

### Після відновлення незалежності
25 серпня 1991 року, через кілька днів після завершення Серпневого путчу Верховна Рада Республіки Білорусь прийняла постанову про заборону діяльності комуністичної партії на території республіки. У відповідь на це в 1991 незадоволеними таким рішенням комуністами був створений «комітет по відновленню діяльності КПБ» і вже в грудні того ж року комітет провів установчий з'їзд нової партії, яка отримала назву «Білоруська Партія комуністів»
Однак, вже в 1993 році Верховна Рада Білорусі переглянула своє рішення дворічної давності та дозволив діяльність комуністичної партії. В результаті цього рішення, а також переговорів із керівництвом комуністичної партії вона увійшла до складу Білоруської Партії комуністів і остання стала її офіційним правонаступником.
У 1996 році в рядах Білоруської Партії комуністів стався розкол. Причиною якого стали діаметрально протилежні погляди на політику Олександра Лукашенка. В результаті розколу партію покинула значна частина її членів, які згодом створили «Комуністичну партію Білорусі».
2 листопада 1996 відбувся з'їзд Комуністичної партії, на якому були присутні понад 400 делегатів, які представляли 1160 засновників партії, які виступили ініціаторами проголошення КПБ як самостійної та незалежної партії.
За підсумками з'їзду — їм була прийнята резолюція, яка скасовувала рішення попереднього з'їзду, згідно з яким відбулося входження комуністичної партії Білорусії до складу Білоруської Партії комуністів, а також, резолюція оголошувала оновлену Комуністичну партію Білорусі юридичною та ідейно-політичною наступницею комуністичної партії Білорусії. Крім того, за підсумками з'їзду був обраний генеральний секретар партії, яким став Віктор Чікін.

## Список з'їздів партії
КП(б)Б:
- IV з'їзд КП(б)Б — Мінськ, 25 лютого-2 березня 1921 року
- V з'їзд КП(б)Б — Мінськ, 15-20 жовтня 1921 року.
- VI з'їзд КП(б)Б — Мінськ, 15-19 березня 1922 року
- VII з'їзд КП(б)Б — Мінськ, 20-26 березня 1923 року.
- XI з'їзд КП(б)Б — Мінськ, 22-29 листопада 1927 року
- XIII з'їзд КП(б)Б — Мінськ, 30-12 червня 1930 року
- XIV з'їзд КП(б)Б — Мінськ, 23-29 січня 1932 року
- XV з'їзд КП(б)Б — Мінськ, 16-22 січня 1934 року
- XVI з'їзд КП(б)Б — Мінськ, 10-19 червня 1937 року
- XVII з'їзд КП(б)Б — Мінськ, 10-18 червня 1938 року
- XVIII з'їзд КП(б)Б — Мінськ, 15-20 травня 1940 року

КПБ:
- XXXI з'їзд КПБ — Мінськ, 28 листопада-1 грудня 1990 року
- XXXII з'їзд КПБ — Мінськ, 25 квітня 1993 року
- XXXIII з'їзд КПБ — Мінськ, 2 листопада 1996 року
- XXXIV з'їзд КПБ — Мінськ, 4-5 жовтня 1997 року
- XI позачерговий з'їзд КПБ — Мінськ, липень 2015 року
- XII з'їзд КПБ — Мінськ, 19 березня 2016 року
- XIII з'їзд КПБ — Мінськ, 14 вересня 2019 року

## Участь у виборах

### Парламентські вибори
Кожні 4 роки в Республіці Білорусь проходять загальні парламентські вибори в Палату представників республіки. Вибори здійснюються по одномандатних округах і за мажоритарною системою. Усього обирається 110 депутатів, а вибори проходять в один тур. Щоб вважатися обраним — кандидатові необхідно отримати більшість голосів виборців.
| Вибори | К-сть голосів | % голосів | % явка    | Мандати  | +/− |
| ------ | ------------- | --------- | --------- | -------- | --- |
| 2000   | N/A           | N/A       | ▬ 61.08 % | 6 / 110  | ▬ 6 |
| 2004   | 334 383       | 5.49 %    | ▲ 91.04 % | 8 / 110  | ▲ 2 |
| 2008   | 229 986       | 4.27 %    | ▼ 76.7 %  | 6 / 110  | ▼ 2 |
| 2012   | 141 095       | 2.69 %    | ▼ 74.61 % | 3 / 110  | ▼ 3 |
| 2016   | 380 770       | 7.40 %    | ▲ 74.68 % | 8 / 110  | ▲ 5 |
| 2019   | 564 322       | 10.6 %    | ▲ 77.22 % | 11 / 110 | ▲ 3 |

### Регіональні вибори
Кожні 4 роки в Республіці Білорусь проходять вибори до місцевих рад регіонів республіки. Вибори здійснюються за мажоритарною системою.
| Вибори | К-сть голосів | % голосів | % явка    | Мандати      | +/−   |
| ------ | ------------- | --------- | --------- | ------------ | ----- |
| 1999   | N/A           | N/A       | ▬ 66.3 %  | 250 / 18 110 | ▬ 250 |
| 2003   | N/A           | N/A       | ▲ 73.4 %  | 107 / 18 110 | ▼ 143 |
| 2007   | N/A           | N/A       | ▲ 79 %    | 239 / 18 110 | ▲ 132 |
| 2010   | N/A           | N/A       | ▲ 79.1 %  | 265 / 18 110 | ▲ 21  |
| 2014   | N/A           | N/A       | ▼ 77.3 %  | 277 / 18 110 | ▲ 12  |
| 2018   | N/A           | N/A       | ▲ 77.23 % | 309 / 18 110 | ▲ 32  |

## Ідеологія
Комуністична партія Білорусі основними цілями діяльності партії ставить орієнтацію суспільства на соціалістичний шлях розвитку, заснований на принципах колективізму, марксизму і комунізму. А також, виступає за добровільне відтворення Радянського Союзу.